# Onderwaterhockey
Onderwaterhockey is een teamsport uit de hockeyfamilie, en wordt gespeeld op de bodem van een zwembad. De bedoeling is om op eigen kracht, dus zonder perslucht met een korte stick de puck (± 1300 gram) zo vaak mogelijk in de doelbak van de tegenstander te spelen. Elke geslaagde poging levert 1 'doelpunt' op. Het team dat aan het einde de meeste doelpunten heeft, wint.
De sport ontstond in 1956 in Groot-Brittannië toen een groep duikers een alternatief zocht om in de winter hun conditie op peil te houden. De sport is populair in Groot-Brittannië, Frankrijk, Nieuw-Zeeland, Zuid-Afrika, België, Nederland en Australië en wordt daar op hoog niveau beoefend.

## Teams
Een team bestaat uit 6 veldspelers en maximaal 4 wisselspelers. De spelers dragen de kleur van hun team (blauw/zwart of wit) op hun cap. Daarnaast hebben de spelers een stick die in dezelfde kleur geverfd (zwart of wit) is als hun cap. De handschoen dient een andere kleur dan de stick te hebben.
Een rode cap en een geel shirt worden gebruikt door de scheidsrechters. De wisselspelers en veldspelers mogen onbeperkt wisselen, maar er mogen te allen tijde maximaal 6 spelers per team in het veld zijn.
Er zijn 2 scheidsrechters op het speelveld die met handsignalen overtredingen doorgeven aan de hoofdscheidsrechter die op de kant staat. Tegenwoordig wordt er op hoog niveau met 3 scheidsrechters op het speelveld gespeeld.

## Wedstrijd
Een wedstrijd is verdeeld in twee periodes van 15 minuten gescheiden door een rust van 3 minuten. Tijdens overtredingen of andere momenten waarbij het spel stil ligt, loopt de tijd door. Dit met uitzondering van de laatste twee minuten van iedere helft. Na de eerste periode wisselen de teams van speelhelft.

## Spelregels
Er mag niet met twee handen gespeeld worden en tegenstanders mogen niet gehinderd of tegengehouden worden.
Voor overtredingen zijn de volgende straffen:
- waarschuwing.
- tijdstraf van 1 min.
- tijdstraf van 2 min.
- tijdstraf van 5 min.
- definitieve uitsluiting.

Welke straf precies wordt toegepast hangt af van de overtreding.
Een team dat gestraft wordt mag zolang de straf duurt die speler niet vervangen.
Ook kan er een scheidsrechterspuck en een vrije puck worden genomen.

## Speelveld
Omdat zwembaden over heel de wereld niet volledig dezelfde vorm hebben zijn de afmetingen van het onderwaterhockeyveld variabel. Het veld moet tussen de 21 en 25m lang zijn, tussen 12 en 15m breed en een diepte tussen 1,8m en 3,6m. De bodem van het bad mag licht hellend zijn, maar hooguit 5%.

## Onderwaterhockey in Nederland
In Nederland wordt ongeveer over het hele land de sport beoefend. Vrijwel alle verenigingen hanteren voor de niet-hoofdklasse teams een los trainingsschema, wat inhoudt dat er geen opkomstverplichting is (en omgekeerd altijd mensen welkom zijn om een keer mee te komen doen).

### Toernooien
Door diverse clubs worden ook toernooien georganiseerd, soms met aangepaste regels.

#### Senioren
- Argonautatoernooi (Argonauta, Breda)
- Mosseltoernooi (OSCD, Dordrecht)
- Looleetoernooi (Galathea, Almelo)
- Erwin Post Toernooi (Barramoenda, Rijswijk)
- Stamppottoernooi (Manta, Amsterdam)
- Reigertoernooi (Baracuda, Rijswijk)

#### Jeugd
- Pannenkoekentoernooi (OSCD, Dordrecht)
- Barbecuetoernooi (Argonauta, Breda)
- Bitterballentoernooi (V.Z.V. Njord, Veldhoven)

### Competitie
Jaarlijks organiseert de NOB een competitie voor een kleine 20 verschillende teams. Deze competitie wordt gespeeld op verschillende niveaus, t.w.:
- Hoofdklasse
- Eerste klasse
- Tweede klasse
- Damescompetitie
- Jeugd (tot 19 jr)

De opbouw van de competitie is vergelijkbaar met andere sporten, waarbij promotie / degradatie wedstrijden worden gespeeld om te bepalen of teams doorgaan naar de volgende klasse. De damescompetitie wordt samengesteld uit de verschillende teams, aangezien de meeste teams niet voldoende dames hebben om een volledig team te vormen. De algemene competitie is gemixt.
| Seizoen   | Vereniging    | Gemeente  | Opmerkingen |
| --------- | ------------- | --------- | ----------- |
| 2011/2012 |               |           |             |
| 2012/2013 | Argonauta     | Breda     |             |
| 2013/2014 | Barramoenda   | Rijswijk  |             |
| 2014/2015 | Barramoenda   | Rijswijk  |             |
| 2015/2016 | Argonauta     | Breda     |             |
| 2016/2017 | Barramoenda   | Rijswijk  |             |
| 2017/2018 | Barramoenda   | Rijswijk  |             |
| 2018/2019 | Barramoenda   | Rijswijk  |             |
| 2019/2020 | Geen Kampioen |           |             |
| 2020/2021 | Geen Kampioen |           |             |
| 2021/2022 | Orca          | Bilzen    |             |
| 2022/2023 | V.Z.V. Njord  | Veldhoven |             |
| 2023/2024 | Argonauta     | Breda     |             |
| 2024/2025 | V.Z.V. Njord  | Veldhoven |             |

### Nederlandse teams
In Nederland zijn meer dan 20 teams actief op het gebied van onderwaterhockey. Naast de competitie spelende teams zijn er veel duikverenigingen die onderwaterhockey sporadisch spelen en tot slot zijn er nog teams die sporadisch op toernooien verschijnen. Bekende teams zijn:
| Naam vereniging         | Plaats                 | Competitie spelend | Speciale opmerkingen |
| ----------------------- | ---------------------- | ------------------ | --- |
| Galathea                | Almelo                 | Ja                 | Vormde tot 2015 samen met ZPV Piranha twee combinatieteams; speelde tot 2010 gecombineerd met Octopus.                                                            |
| Manta                   | Amsterdam              | Nee                | Deze vereniging is samengegaan met vereniging OVA |
| Argonauta               | Breda                  | Ja                 | Een van de grootste verenigingen van Nederland. |
| Aqua Delfia             | Delft                  | Ja                 | |
| Aqua Viva               | Rotterdam              | Nee                | Vereniging is niet meer actief. Team overgestapt naar ROV Rotterdam.                                                                                              |
| Baracuda                | Den Haag               | Ja                 | Bij deze vereniging is onderwaterhockey in Nederland begonnen |
| OWSV Aquanauten         | Den Helder             | Nee                | |
| OSC Dordrecht           | Dordrecht              | Ja                 | |
| OWSV De Heiduikers      | Ede                    | Ja                 | |
| ZPV Piranha             | Enschede               | Ja                 | Vormt samen met Galathea een combinatieteam. |
| Piranha                 | Geldermalsen           | Ja                 | |
| GBD Calamari            | Groningen              | Ja                 | Voorheen Octopus, ondertussen terug opgenomen door GBD Calamari                                                                                                   |
| HRB                     | Heemstede              | Ja                 | Deze vereniging heeft een volwassenen en jeugdteam. |
| OSVH                    | Hilversum              | Ja                 | |
| Z.O.N.                  | Hoensbroek             | Ja                 | |
| Watervrienden Hoofddorp | Hoofddorp              | Ja                 | Deze vereniging heeft een volwassenen en jeugdteam. |
| Sepia                   | Krimpen aan den IJssel | Ja                 | |
| LOV Calypso             | Leiden                 | Ja                 | |
| Astacus                 | Maastricht             | Ja                 | |
| GOV                     | Bussum                 | Ja                 | Deze vereniging heeft 2 competitiespelende teams, een damesteam en een jeugdteam.                                                                                 |
| Barramoenda             | Rijswijk               | Ja                 | Diverse malen kampioen van Hoofdklasse. Deze vereniging heeft 2 competitiespelende teams, beide in de hoofdklasse en is 'hofleverancier' voor de nationale teams. |
| RBT '98                 | Tilburg                | Ja                 | Deze vereniging heeft een volwassenen en jeugdteam. |
| UVO                     | Utrecht                | Ja                 | Onderwaterhockey Vereniging Utrecht. 1 tot 2 teams bij de competitie.                                                                                             |
| V.Z.V. Njord            | Veldhoven              | Ja                 | Deze vereniging heeft 2 competitiespelende teams en twee jeugdteams.                                                                                              |
| VRB/ZVVS: Pukbijters    | Vlaardingen            | Ja                 | volwassenen en sinds 2019 2 teams in de jeugdcompetitie |
| TRB-RES                 | Tilburg                | Ja                 | Deze vereniging heeft 2 competitiespelende teams, een volwassenen en sinds november 2019 een jeugdteam                                                            |
| ROV                     | Rotterdam              | Nee                | |

### Belgische teams
| Naam vereniging      | Plaats             |
| -------------------- | ------------------ |
| Zwarte Zwanen        | Brugge             |
| ORCA                 | Bilzen (1 en 2)    |
| BUWH elite           | Brussel            |
| BUWH style           | Brussel            |
| mantis               | Zwevegem           |
| koraal               | Genk               |
| koraalduivels        | Gent               |
| CVD - Antwerp Sharks | Antwerpen          |
| Zuunse karpers       | Sint-Pieters-Leeuw |
| Orca Bree            | Bree               |

### Internationaal
Op internationaal vlak is er een nationaal herenteam en een nationaal damesteam gevormd. Daarnaast is een aantal keren een 'masters' team gevormd, van oudere, actieve WK-spelers. Deze teams spelen mee op o.a. wereldkampioenschappen, waarbij Nederland vaak in de top 3 eindigt (en een aantal keer wereldkampioen is geweest). In 2011 organiseert Nederland de kampioenschappen voor jeugd onder de 19 en 23 jaar.
Het Nederlandse damesteam met; Sandra van Bilzen, Jacqueline Heijndijk, Marjan Bohte, Marieke van 't Veld, Fransiska Bentvelzen, Karin Veltman, Wendy van Erp, Inge van Daalen, Marijn Sens, Ingrid Bakker onder leiding van Sandor Duis, Pieter Emmelot en Marcel Heijndijk is in 2004 wereldkampioen geworden in Christchurch (Nieuw-Zeeland). 
Onderwaterhockey is niet erkend als olympische sport. Echter, het is wel voorgedragen als demonstratiesport voor de Olympische Spelen.